# Poupée de cire, poupée de son
Poupée de cire, poupée de son ("Bambola di cera, bambola di pezza") è stata la canzone vincitrice dell'Eurovision Song Contest 1965, scritta da Serge Gainsbourg e cantata, in francese, da France Gall, in rappresentanza del Lussemburgo.
Ispirata al 4° movimento (Prestissimo in FA minore) della Sonata per pianoforte n. 1 di Ludwig van Beethoven, è stata la prima canzone vincitrice dell'Eurovision a non essere una ballata. È considerata una delle canzoni più celebri e amate della manifestazione.
Come è comune nei testi di Gainsbourg, sono presenti numerosi doppi sensi e giochi di parole.

## Eurovision Song Contest
La canzone venne eseguita per sedicesima nella serata, in seguito alla Danimarca (con Birgit Brüel) e prima della Finlandia (rappresentata da Viktor Klimenko).
Al termine della votazione, ricevette 32 punti, piazzandosi prima su diciotto partecipanti totali.
Il pubblico francese si sentì quasi rimproverato da France Gall (cantante francese e non lussemburghese) e dall'autore della canzone Gainsbourg per aver rappresentato (e vinto) per il Lussemburgo e non per la Francia.
Il giorno dopo la sua vittoria all'Eurovision, il singolo vendette 16 000 copie in Francia e, quattro mesi più tardi, si arrivò alla vendita di oltre 500 000 copie.

## Testo
L'immagine centrale della canzone è l'identificazione della cantante con una bambola di cera (poupée de cire), o una bambola di pezza (poupée de son). Il suo cuore è inciso nelle sue canzoni; vede la vita attraverso gli occhiali rosa e luminosi delle sue canzoni. Ma lei è meglio o peggio di una bambola alla moda (poupée de salon)?
Le sue registrazioni sono come uno specchio, in cui chiunque può vederla; attraverso queste, poi, la sua voce è frammentata ovunque e contemporaneamente.
Gall si riferisce, in seguito, ai suoi ascoltatori, anch'essi bambole di pezza, che ridono (poupées de chiffon), danzano nella musica, e si lasciano sedurre.
Ma l'amore non è solo nelle canzoni, e di qui la domanda della cantante su che canto sia adatto all'amore, anche se lei non ne sa nulla.
I due versi conclusivi sembrano riferirsi a se stessa. Gall in essi, afferma che non è altro che una bambola di cera, una bambola di pezza, sotto il sole dei suoi capelli biondi. Ma un giorno, questa bambola di (cera/pezza), sarà in grado di vivere la realtà delle proprie canzoni, senza temere i ragazzi.

## In altre lingue
Nel corso degli anni la canzone, per la sua fama, è stata tradotta in moltissime lingue:
- Arabo: دمية من الشمع ، ودمية من نخالة ("Bambola di cera, bambola di crusca");
- Ceco: Vosková panenka ("Bambola di cera"), cantata da Eva Pilarová;
- Danese: Lille Dukke ("Piccola bambola"), cantata da Gitte Hænning;
- Olandese: De modepop ("La bambola alla moda") cantata da Marijke Merckens (1965) e Was ("Cera"), cantata da Spinvis (2007);
- Inglese: A Lonely Singing Doll ("Una bambola che canta sola"), cantata da Twinkle;
- Estone: Vahanukk ("Bambola di cera"),cantata da Tiiu Varik;
- Finlandese: Vahanukke, Laulava Nukke ("Bambola di cera, Bambola che canta"), cantata da Ritva Palukka;
- Tedesco: Das war eine schöne Party ("Quella è stata una bella festa"), cantata da France Gall;
- Ungherese: Viaszbaba ("Bambola di cera"),cantata da Toldy Mária;
- Ebraico: אל תכעסי זה לא אסון Al Tichasi Ze Lo Ason ("Non essere arrabbiato non è un disastro") cantata dagli Yarkon Bridge Trio, e בובת קש Bubate Khas ("Bambola di pezza")  cantata da Galia Edri;
- Italiano: "Io sì, tu no", cantata da France Gall;
- Giapponese: 夢みるシャンソン人形 Yume Miru Shanson Ningyō ("Canzone della bambola sognatrice"), cantata da France Gall;
- Coreano: 노래하는 밀랍 인형 (norae-haneun millab inhyeong, "La bambola di cera cantante");
- Portoghese: Boneca de Cera, Boneca de Som ("Bambola di cera, Bambola del suono'"), cantata da Karina;
- Russo: Кукла Восковая ("Bambola di cera"),cantata da Muslim Magomayev;
- Spagnolo: Muñeca de Cera ("Bambola di cera"),cantata da Karina, Leo Dan e Juán "Corazón" Ramón;
- Svedese: Det Kan Väl Inte Jag Rå För ("Posso veramente aiutarla"), cantata da Gitte Hænning e Anne-Lie Rydé;
- Vietnamita: Búp Bê Không Tình Yêu ("Bambola senza amore"), cantata da Ngọc Lan.